# هامد (يريم)

تعديل مصدري - تعديل

هامد محلة تابعة لقرية الشكامي، التابعة لعزلة خودان بمديرية يريم إحدى مديريات محافظة إب في الجمهورية اليمنية.، بلغ تعداد سكانها 185 حسب تعداد اليمن لعام 2004.